# McMinn megye
McMinn megye az Amerikai Egyesült Államokban, azon belül Tennessee államban található. Megyeszékhelye Athens, legnagyobb városa Athens. Lakosainak száma 53 276 fő (2020. április 1.). McMinn megye Roane, Loudon, Monroe, Polk, Bradley és Meigs megyékkel határos.

## Népesség
A megye népességének változása:
| Lakosok száma | 52 222 | 52 378 | 52 416 | 52 341 | 52 639 | 53 276 |
|               | 2010   | 2011   | 2012   | 2013   | 2015   | 2020   |